# Stanislav Bevk
Stanislav Bevk (tudi Stanislav Beuk), slovenski biolog, poljudnoznanstveni pisec in šolnik, * 2. maj 1875, Šentvid pri Lukovici, † 29. februar 1956, Ljubljana.

## Življenje in delo
Rodil se je očetu učitelju Francu in materi Heleni (roj. Tura).
Leta 1899 je doktoriral iz filozofije na dunajski univerzi. Študij je nadaljeval na zoološki postaji v Trstu ter na počitniških seminarjih naravoslovja na univerzi v Gradcu in Innsbrucku. Leta 1904 je bil imenovan za ravnatelja gimnazije v Idriji, 1917 pa za ravnatelja 2. državne gimnazije v Ljubljani. V novonastali Kraljevini Srbov, Hrvatov in Slovencev je bil 1921 imenovan za vodjo prosvetnega oddelka pri pokrajinski upravi v Ljubljani; pozneje za vodjo prosvetnega oddelka za Slovenijo, 1926 pa je bil zaradi političnih razlogov upokojen. Leta 1945 je postal vodja odsekov za visoko šolstvo na ministrstvu Ljudske republike Slovenije. Bil je soustanovitelj in predsednik odseka za varstvo narave pri Muzejskem društvu v Ljubljani, ornitološkega observatorija v Ljubljani ter soustanovitelj revij Lovec in Ribiško-lovskega vestnika. Bil je tudi sodni izvedenec, strokovnjak za lovsko živaloslovje. Napisal je številne članke in poljudnoznanstvene knjige ter več učbenikov botanike za višje razrede srednjih šol. 